# J. B. Totin
J. B. Totin est un organiste de l'église de Saint-Sulpice du XVIIIe siècle.